# Neutronstrålning
Neutronstrålning är en typ av joniserande partikelstrålning där neutroner utsänds. Det förekommer vid fission det vill säga kärnklyvningar i till exempel ett kärnkraftverks reaktor. Neutronstrålningen upphör när kärnklyvningarna avbryts i samband med att reaktorn stängs. Strålskydd för neutroner är mer komplicerat än för till exempel betastrålning eftersom neutronerna är en form av indirekt joniserande strålning, de är oladdade och påverkas mindre av omgivningen. De är därför svåra att hejda i en vanlig strålskärm. Neutroner interagerar främst med atomkärnor snarare än elektroner. Denna interaktion kan leda till olika effekter, inklusive kärnreaktioner och produktion av radioaktiva isotoper.

## Avskärming
Strålskydd mot neutronstrålning görs vanligen genom att neutronerna först modereras ned till lämpliga energier så att de sedan kan absorberas. Till skillnad från i andra applikationer är infångning av neutroner önskvärt, så material med högt väteinnehåll är lämpliga för moderation, som vanligt lättvatten, paraffin eller polyeten. Även beryllium och grafit kan användas som moderatorer. Modererade neutroner absorberas väl av bor- och kadmiumkärnor. Borkarbid, B4C är därvid en tänkbar absorbator.
Eftersom absorption av neutronstrålning åtföljs av gammastrålning är det nödvändigt att använda flerskiktsskärmar som även innehåller till exempel bly eller stål. I vissa fall används vattenlösningar av tungmetallhydroxider, t.ex. järn Fe(OH)3, för samtidig absorption av neutron- och gammastrålning. 

## Strålskador
Neutronstrålning svarar för en stor del av de strålskador som kan uppstå i samband med kärnvapenexplosioner. Neutronstrålning används inom olika industrier för materialanalys, icke-destruktiv testning och för att initiera kärnreaktioner för energiproduktion. Neutroner kan inducera kärnreaktioner genom att kollidera med atomkärnor. Detta fenomen är grundläggande för fission, som används i kärnkraftverk, och för fusion, som är källan till solens energi. Borneutroninfångningsterapi använder neutronstrålning. Neutronstrålning kan vara skadlig för levande organismer genom att påverka celler och orsaka skador på DNA. En del av människokroppen som påverkas mycket negativt är hornhinnan. Biologiska effekter beror på neutronernas energi och exponeringstiden.

### Materialskador
Lång exponeringstid påverkar material och bryter ned det över tiden. När material bombarderas med neutroner skapas kollisionskaskader som kan ge upphov till punktdefekter och dislokationer i materialet, vilket är den främsta orsaken till mikrostrukturella förändringar som uppstår över tiden i material som utsätts för strålning. Vid höga neutronflöden kan detta leda till försprödning av metaller och andra material, och till neutroninducerad svullnad i vissa av dem. Detta utgör ett problem för kärnreaktorkärl och begränsar deras livslängd avsevärt (som kan förlängas något genom kontrollerad glödgning av kärlet, vilket minskar antalet uppbyggda dislokationer). Neutronmoderatorblock av grafit är särskilt känsliga för denna effekt, som kallas Wignereffekten, och måste glödgas med jämna mellanrum. Branden i Windscale (Windscaleolyckan) orsakades av ett missöde under en sådan glödgningsoperation. Miljöassisterad sprickbildning eller, mer specifikt, strålningsassisterad spänningskorrosionssprickbildning (ibland förkortad IASCC) har observeras i legeringar som utsätts för neutronstrålning och är i kontakt med vatten, orsakad av väteabsorption vid sprickspetsar till följd av radiolys av vattnet, vilket leder till en minskning av den energi som krävs för att sprickan ska fortplanta sig.